# Bienie
Bienie est un village polonais du district administratif d'Ełk, dans le powiat d'Ełk, voïvodie de Varmie-Mazurie, au nord-est du pays. 

## Géographie
Il est situé à environ 9 km au nord-ouest d'Ełk et à 116 km à l'est de la capitale régionale Olsztyn.

## Population
En 1998, le village recense 41 habitants. En 2021, le village compte 18 habitants.